# Maurice Benoit
Pour les articles homonymes, voir Benoit.
Maurice Leo Benoit, dit Moe, (né le 26 juillet 1933 à Salaberry-de-Valleyfield, dans la province de Québec au Canada — mort le 10 décembre 2013 à Dayton, dans l'État de l'Ohio aux États-Unis) est un joueur canadien de hockey sur glace qui évoluait en position de défenseur. Avec l'équipe du Canada, il remporte le Championnat du monde 1959 et une médaille d'argent olympique aux Jeux d'hiver de 1960. Il joue ensuite pendant 10 ans en Ligue internationale de hockey, gagnant trois Coupes Turner de champions de la ligue et un Trophée des gouverneurs du meilleur défenseur.

## Biographie
Après un cours passage en 1948-1949 avec les Royaux de Montréal de la Ligue de hockey senior du Québec, Maurice Benoit rejoint en 1950 le Nationale de Montréal de la Ligue de hockey junior du Québec. À l'issue de sa seconde saison, il est le joueur le plus pénalisé de la ligue avec 168 minutes de punitions en 46 parties jouées. Il évolue ensuite dans différentes ligues amateurs avant de connaître une première expérience professionnelle avec les Lions de Trois-Rivières. 
En 1956, il intègre l'effectif des McFarlands de Belleville. Deux ans plus tard, il aide son équipe à remporter la Coupe Allan contre les Packers de Kelowna. Gagnant ainsi le droit de représenter leur pays, les Macs se rendent en Tchécoslovaquie l'année suivante pour le Championnat du monde. Avec Ike Hildebrand comme entraîneur-joueur et comptant entre autres Pete Conacher, Al Dewsbury et Gordon Berenson dans l'effectif, les Canadiens s'adjugent le titre, ne s'inclinant qu'une fois leur succès déjà acquis face à la sélection hôte lors de la dernière journée. Pour sa part, Benoit inscrit trois buts en huit rencontres disputées durant le tournoi. Un an plus tard, il est appelé pour renforcer les Dutchmen de Kitchener-Waterloo, choisis pour représenter le Canada aux Jeux olympiques de Squaw Valley. Bien que favoris, les Canadiens doivent se contenter de la médaille d'argent suivant leur revers lors du tour final contre les Américains, éventuels champions.
Se voyant offrir une place avec les Knights d'Omaha de la Ligue internationale de hockey (LIH), Benoit passe définitivement professionnel à partir de la saison 1960-1961. À l'issue de sa deuxième année, il est nommé au sein de la seconde équipe d'étoiles de la ligue. Au cours de la saison 1962-1963, il devient également l'entraîneur de l'équipe puis gagne la première de trois nominations successives dans la première équipe d'étoiles.
En 1963, la franchise déménage dans l'Ohio pour devenir les Blades de Toledo. Benoit continue d'en être entraîneur-joueur et mène son équipe vers sa première Coupe Turner de champions de la LIH dès sa première année. Après deux saisons supplémentaires avec Toledo, il est échangé aux Gems de Dayton avec lesquels il gagne sa quatrième mention dans la première équipe d'étoiles en 1966-1967,. Deux ans plus tard, il aide son équipe à remporter La Coupe Turner et reçoit le Trophée des gouverneurs du meilleur défenseur, un honneur qu'il partage avec son coéquipier Alain Beaulé. Suivant une seconde Coupe Turner consécutive avec Dayton, Benoit se retire en 1970.
Benoit continue de vivre à Dayton où il travaille pour une compagnie d'assurance et devient un membre temple de la renommée du hockey local. Avec son épouse Sharon, il a sept enfants. Il décède le 10 décembre 2013 à Dayton.

## Statistiques

### En club
| Saison     | Équipe                   | Ligue      |     | Saison régulière | Saison régulière | Saison régulière | Saison régulière | Saison régulière |    | Séries éliminatoires | Séries éliminatoires | Séries éliminatoires | Séries éliminatoires | Séries éliminatoires |
| Saison     | Équipe                   | Ligue      | PJ  | B                | A                | Pts              | Pun              | PJ               | B  | A                    | Pts                  | Pun                  |                      |                      |
| 1948-1949  | Royaux de Montréal       | LHSQ       | 1   | 0                | 0                | 0                | 0                |                  |    |                      |                      |                      |                      |                      |
| 1950-1951  | Nationale de Montréal    | LHJQ       |     |                  |                  |                  |                  |                  |    |                      |                      |                      |                      |                      |
| 1951-1952  | Nationale de Montréal    | LHJQ       | 46  |                  |                  |                  | 168              |                  |    |                      |                      |                      |                      |                      |
| 1952-1953  | Red Rockets de Matane    | LHBSL      |     |                  |                  |                  |                  |                  |    |                      |                      |                      |                      |                      |
| 1953-1954  | Lumber Kings de Pembroke | NOHA       |     |                  |                  |                  |                  |                  |    |                      |                      |                      |                      |                      |
| 1954-1955  | Lumber Kings de Pembroke | NOHA       |     |                  |                  |                  |                  |                  |    |                      |                      |                      |                      |                      |
| 1955-1956  | Lions de Trois-Rivières  | LHQ        | 3   | 0                | 0                | 0                | 10               |                  |    |                      |                      |                      |                      |                      |
| 1956-1957  | McFarlands de Belleville | AHO-Sr.    |     | 8                | 29               | 37               | 118              |                  |    |                      |                      |                      |                      |                      |
| 1957-1958  | McFarlands de Belleville | AHO-Sr.    |     | 9                | 18               | 27               | 80               |                  |    |                      |                      |                      |                      |                      |
| 1958-1959  | McFarlands de Belleville | AHO-Sr.    |     |                  |                  |                  |                  |                  |    |                      |                      |                      |                      |                      |
| 1959-1960  | McFarlands de Belleville | AHO-Sr.    |     |                  |                  |                  |                  |                  |    |                      |                      |                      |                      |                      |
| 1959-1960  | Frontenacs de Kingston   | EPHL       | 4   | 1                | 4                | 5                | 6                |                  |    |                      |                      |                      |                      |                      |
| 1960-1961  | Knights d'Omaha          | LIH        | 70  | 12               | 35               | 47               | 75               | 8                | 2  | 2                    | 4                    | 6                    |                      |                      |
| 1961-1962  | Knights d'Omaha          | LIH        | 68  | 17               | 37               | 54               | 70               | 7                | 3  | 4                    | 7                    | 16                   |                      |                      |
| 1962-1963  | Knights d'Omaha          | LIH        | 68  | 20               | 38               | 58               | 68               | 7                | 2  | 2                    | 4                    | 10                   |                      |                      |
| 1963-1964  | Blades de Toledo         | LIH        | 68  | 10               | 31               | 41               | 54               | 13               | 3  | 3                    | 6                    | 4                    |                      |                      |
| 1964-1965  | Blades de Toledo         | LIH        | 63  | 17               | 44               | 61               | 42               | 4                | 1  | 3                    | 4                    | 2                    |                      |                      |
| 1965-1966  | Blades de Toledo         | LIH        | 56  | 15               | 33               | 48               | 62               |                  |    |                      |                      |                      |                      |                      |
| 1966-1967  | Gems de Dayton           | LIH        | 69  | 6                | 38               | 44               | 71               | 4                | 1  | 0                    | 1                    | 0                    |                      |                      |
| 1967-1968  | Gems de Dayton           | LIH        | 30  | 4                | 19               | 23               | 22               |                  |    |                      |                      |                      |                      |                      |
| 1968-1969  | Gems de Dayton           | LIH        | 66  | 12               | 37               | 49               | 22               | 9                | 2  | 7                    | 9                    | 4                    |                      |                      |
| 1969-1970  | Gems de Dayton           | LIH        | 21  | 2                | 9                | 11               | 22               |                  |    |                      |                      |                      |                      |                      |
| Totaux LIH | Totaux LIH               | Totaux LIH | 579 | 115              | 321              | 436              | 508              | 52               | 14 | 21                   | 35                   | 42                   |                      |                      |

### En équipe nationale
| Année | Compétition          |   | PJ | B | A | Pts | Pun      |  | Résultats |
| 1959  | Championnat du monde | 8 | 3  |   |   |     | Champion |  |           |
| 1960  | Jeux olympiques      | 7 | 1  | 3 | 4 | 18  | Deuxième |  |           |

## Trophées et honneurs personnels
- 1957-1958 : Coupe Allan avec les McFarlands de Belleville
- 1958-1959 : champion du monde avec l'équipe du Canada
- 1959-1960 : médaille d'argent aux Jeux olympiques avec l'équipe du Canada
- 1961-1962 : seconde équipes d'étoiles de la Ligue internationale de hockey
- 1962-1963 : première équipe d'étoiles de la Ligue internationale de hockey
- 1963-1964 : 
  - Coupe Turner avec les Blades de Toledo
  - première équipe d'étoiles de la Ligue internationale de hockey
- 1964-1965 : première équipe d'étoiles de la Ligue internationale de hockey
- 1966-1967 : première équipe d'étoiles de la Ligue internationale de hockey
- 1968-1969 :
  - Coupe Turner avec les Gems de Dayton
  - Trophée des gouverneurs
- 1969-1970 : Coupe Turner avec les Gems de Dayton
- Membre du Dayton Hockey Hall of Fame